# Tunnel du Raimeux
Le tunnel du Raimeux est un tunnel autoroutier à un tube parcouru par l'autoroute A16 et situé dans le canton de Berne en Suisse. Avec le tunnel de Choindez il relie Courrendlin dans la vallée de Delémont à Moutier en traversant le mont Raimeux parallèlement à la cluse de Moutier. D'une longueur de 3 211 mètres, il est ouvert à la circulation depuis 2007.

## Historique
Sa construction a démarré en automne 1999 et le début de l'excavation au printemps 2000. Le percement s'est achevé le 4 décembre 2006, jour de la traditionnelle fête de la Sainte-Barbe, protectrice des mineurs. Les travaux de gros œuvre se sont terminés en 2005.